# Persone di nome José/Cestisti
| Questa pagina contiene informazioni ricavate automaticamente dalle voci biografiche con l'ausilio del template Bio e di un bot. L'aggiornamento è periodico e automatico e ricostruisce completamente la pagina. Se manca una persona in questa lista, sei pregato di non aggiungerla, ma accertati piuttosto che la sua voce biografica contenga il template Bio e che i dati anagrafici siano correttamente compilati. Se il template Bio manca, inseriscilo tu stesso o, in alternativa, metti l'avviso {{tmp\|Bio}} che ne segnala la mancanza. Se i dati riportati sono sbagliati, correggi direttamente la voce biografica; le modifiche saranno visibili in questa lista entro pochi giorni. Per chiarimenti vedi il progetto antroponimi. La lista contiene solo le 101 persone che sono citate nell'enciclopedia e per le quali è stato implementato correttamente il template Bio. Pagina aggiornata al 22 lug 2025. |

Questa è una lista di persone presenti nell'enciclopedia che hanno il nome José e sono cestisti.

## A(10)
- José Agosto Muriel, ex cestista portoricano (San Juan, n. 1964)
- José María Alarcón, ex cestista spagnolo (Barcellona, n. 1966)
- Isaac Alfaro, cestista messicano (n. 1919 - Città del Messico, † 1999)
- José Ángel Antelo, ex cestista e politico spagnolo (Noia, n. 1987)
- José Miguel Antúnez, ex cestista spagnolo (Madrid, n. 1967)
- José António, cestista angolano (Luanda, n. 1990)
- José Ángel Arcega, ex cestista spagnolo (Saragozza, n. 1964)
- Salva Arco, ex cestista spagnolo (Navàs, n. 1984)
- José Luis Arroyos, ex cestista e allenatore di pallacanestro messicano (Nuevo Casas Grandes, n. 1962)
- Zezé Assis, cestista angolano (Luanda, n. 1962 - Luanda, † 2007)

## B(9)
- Josean Báez, ex cestista portoricano (Ponce, n. 1951)
- José Barea, ex cestista e allenatore di pallacanestro portoricano (Mayagüez, n. 1984)
- José Manuel Beirán, ex cestista spagnolo (León, n. 1956)
- José Luis Beltrán, cestista argentino (Buenos Aires, n. 1956 - † 2025)
- Gustavo Bendlin, cestista paraguaiano (Asunción, n. 1935 - † 1972)
- Nacho Biota, ex cestista spagnolo (Jaca, n. 1975)
- José Bravo Viloria, ex cestista venezuelano (Trujillo, n. 1986)
- Mario Brizuela, cestista messicano (Colima, n. 1926 - Colima, † 2005)
- Carlos Bru, cestista e allenatore di pallacanestro messicano (New York, n. 1928 - Città del Messico, † 2016)

## C(8)
- José Cabrera, cestista messicano (Nogales, n. 1921 - Mexicali, † 2016)
- José Calderón, ex cestista spagnolo (Villanueva de la Serena, n. 1981)
- Jorge Cardiel, cestista messicano (Città del Messico, n. 1924)
- Bernardo Carpio, ex cestista filippino (Manila, n. 1958)
- Toñín Casillas, ex cestista portoricano (Humacao, n. 1935)
- José Cestero, cestista portoricano (Río Piedras, n. 1938 - † 2014)
- José Chocano, cestista peruviano (Moquegua, n. 1929 - † 2023)
- José Costa, ex cestista portoghese (Figueira da Foz, n. 1973)

## D(10)
- Enrico De Carli, cestista brasiliano (San Paolo, n. 1933)
- José de la Fuente, ex cestista cileno (Iquique, n. 1939)
- José De Lizaso, cestista argentino (Necochea, n. 1946 - † 2021)
- José Luis Díaz, ex cestista cubano (Matanzas, n. 1970)
- Pepe Díaz-Granados, cestista ecuadoriano (Guayaquil - † 2009)
- Boyón Domínguez, ex cestista e allenatore di pallacanestro dominicano (Santo Domingo, n. 1958)
- José Guimarães, ex cestista e allenatore di pallacanestro angolano (Luanda, n. 1964)
- José Aparecido dos Santos, ex cestista brasiliano (San Paolo, n. 1946)
- José Geraldo de Castro, ex cestista brasiliano (San Paolo, n. 1950)
- José Maria dos Santos Motta, ex cestista e ex calciatore brasiliano (n. 1939)

## E(1)
- José Echenique, ex cestista venezuelano (Caracas, n. 1965)

## F(2)
- José Estevam Ferreira Junior, ex cestista brasiliano (Sete Lagoas, n. 1978)
- José Fabio, ex cestista argentino (Oberá, n. 1977)

## G(9)
- José Luis Galilea, ex cestista spagnolo (San Sebastián, n. 1972)
- José Garriga, cestista e allenatore di pallacanestro portoricano (Caguas, n. 1915 - † 1999)
- José Gochangco, cestista filippino (n. 1926 - Vallejo, † 2008)
- José Carlos Godoy, cestista peruviano (Lima, n. 1911 - San Isidro, † 1988)
- Chema González, cestista spagnolo (Saragozza, n. 1991)
- José González, cestista cileno (Valparaíso, n. 1914)
- José Gorostiaga, cestista paraguaiano (Asunción, n. 1930 - † 2022)
- Israel Gutiérrez, cestista messicano (Pachuca, n. 1993)
- José Guzmán, ex cestista peruviano (Lima, n. 1937)

## H(1)
- José Ángel Hernández, ex cestista venezuelano (n. 1970)

## L(5)
- José Lasa, ex cestista spagnolo (Las Palmas de Gran Canaria, n. 1973)
- Pepe Laso, ex cestista, allenatore di pallacanestro e dirigente sportivo spagnolo (Madrid, n. 1938)
- José Llanusa, cestista cubano (L'Avana, n. 1925 - L'Avana, † 2007)
- José Luis Llorente, ex cestista spagnolo (Valladolid, n. 1959)
- José María Lozano, ex cestista messicano (Città del Messico, n. 1940)

## M(11)
- Dimitri Maconda, cestista olandese (Rotterdam, n. 2001)
- José Luis Maluenda, ex cestista spagnolo (Calatayud, n. 1977)
- José Antonio Marco, cestista spagnolo (Abanilla, n. 1989)
- Nacho Martín, cestista spagnolo (Valladolid, n. 1983)
- José Luis Martínez Gómez, cestista spagnolo (Saragozza, n. 1935 - La Palma, † 2017)
- José Meneses, cestista messicano (San Antonio de los Arenales, n. 1924 - Chihuahua, † 2013)
- José Mercedes, ex cestista e allenatore di pallacanestro dominicano (Santo Domingo, n. 1964)
- Moncho Monsalve, ex cestista e allenatore di pallacanestro spagnolo (Medina del Campo, n. 1945)
- José Montenegro, cestista panamense (Panama, n. 1998)
- José Antonio Montero, ex cestista spagnolo (Barcellona, n. 1965)
- José Maciel Senra, cestista brasiliano (Tupã - † 1976)

## N(3)
- José Nieves, ex cestista portoricano (n. 1966)
- José Ignacio Nogués, cestista spagnolo (Barcellona, n. 1995)
- José Nora, cestista spagnolo (Badalona, n. 1940 - Tiana, † 1993)

## O(2)
- Piculín Ortiz, ex cestista portoricano (Aibonito, n. 1963)
- José Luiz Olaio Neto, ex cestista brasiliano (São Carlos, n. 1946)

## P(6)
- José Pacheco, cestista statunitense (New York, n. 1948 - Binghamton, † 2015)
- José Pamplona, cestista messicano (Zacatecas, n. 1911)
- José María Panadero, ex cestista spagnolo (Cáceres, n. 1977)
- José Antonio Paraíso, ex cestista spagnolo (Torrejón de Ardoz, n. 1971)
- Tyson Pérez, cestista dominicano (Santo Domingo, n. 1996)
- Pepe Pozas, cestista spagnolo (Malaga, n. 1992)

## Q(2)
- José Antonio Querejeta, ex cestista e dirigente sportivo spagnolo (Lazkao, n. 1957)
- Willie Quiñones, ex cestista portoricano (Bayamón, n. 1956)

## R(4)
- José Ramón Ramos, cestista spagnolo (Ciudad Rodrigo, n. 1943 - Madrid, † 2024)
- José Luis Ramos, ex cestista venezuelano (n. 1971)
- Nacho Rodilla, ex cestista e allenatore di pallacanestro spagnolo (Llíria, n. 1974)
- José Rojas, cestista messicano (Orizaba, n. 1923)

## S(8)
- José Edvar Simões, ex cestista e allenatore di pallacanestro brasiliano (São José dos Campos, n. 1943)
- José Luis Sagi-Vela, cestista spagnolo (Madrid, n. 1944 - Madrid, † 1991)
- José Carlos Santos Saiani, ex cestista brasiliano (San Paolo, n. 1956)
- Fufi Santori, cestista e allenatore di pallacanestro portoricano (Santurce, n. 1932 - Hato Rey, † 2018)
- José Simeón, ex cestista spagnolo (Valencia, n. 1991)
- José Sosa, ex cestista portoricano (Guaynabo, n. 1958)
- Píoquinto Soto, cestista messicano (Dolores Hidalgo, n. 1915 - Città del Messico, † 1982)
- José Luiz Santos de Azevedo, cestista brasiliano (Belo Horizonte, n. 1929 - Belo Horizonte, † 1986)

## U(1)
- Txemi Urtasun, cestista spagnolo (Pamplona, n. 1984)

## V(6)
- José Silva, cestista portoghese (Barreiro, n. 1989)
- José Vargas Díaz, cestista venezuelano (Ocumare del Tuy, n. 1982)
- José Vargas, ex cestista dominicano (La Romana, n. 1963)
- Aparicio Velázquez, cestista paraguaiano (Pirayú, n. 1932 - † 2022)
- José Vildoza, cestista argentino (Córdoba, n. 1996)
- José Vizcarra Nieto, cestista peruviano (Ilo, n. 1927 - Arequipa, † 1976)

## Z(1)
- José Oscar Zelaya Alonso, cestista brasiliano (n. 1912 - Rio de Janeiro, † 1990)

## Á(2)
- José Miguel Álvarez Pozo, cestista cubano (n. 1949 - L'Avana, † 2016)
- José Álvarez López, ex cestista spagnolo (Madrid, n. 1963)